# Dodge 126
Der Dodge 126 war ein Personenkraftwagen der Firma Dodge Brothers in Detroit, der als Weiterentwicklung der Serie 116 im Juli 1925 als Modell 1926 vorgestellt wurde.
Wie seine Vorgänger, besaß der Wagen einen seitengesteuerten 4-Zylinder-Reihenmotor mit 3479 cm³, der eine Leistung 35 bhp (25,7 kW) abgab. Über eine Mehrscheiben-Trockenkupplung und ein Dreiganggetriebe mit Mittelschaltung wurden die Hinterräder angetrieben. Die Hinterräder waren mechanisch gebremst. Der Radstand des Fahrgestells betrug 2946 mm.
Wiederum wurden mehrere Ausstattungsvarianten angeboten: Den Standard gab es als 2-türigen Roadster, 4-türigen Tourenwagen, 4-türige Limousine, 2-türiges Coupé mit 2 oder 4 Sitzplätzen und 4-türige Business-Limousine. Die gleichen Modelle waren als Special mit besserer Ausstattung verfügbar. Neu war die Variante Deluxe/Sport, in der ein 2-türiger Sport-Roadster, ein 4-türige Limousine und ein 4-türiger Tourenwagen angeboten wurden. Der Custom wurde als 4-türiges Landaulet und als 5-türiger Kombi gefertigt.
Im Modelljahr 1927 (also ab Juli 1926) wurde die Serie unverändert weitergebaut. Ab Januar 1927 hieß sie allerdings Dodge 124. In der Deluxe/Sport-Version kam ein Cabriolet dazu, der Custom war nur noch als Club-Coupé (4 Sitzplätze) erhältlich.
Als die Baureihe im Juli 1927 vom Fast Four abgelöst wurde, waren insgesamt 394.870 Stück gefertigt worden.

## Quelle
- Kimes, Beverly R., Clark, Henry A.: Standard Catalog of American Cars 1805–1942, Krause Publications Inc., Iola 1985, ISBN 0-87341-045-9